# Erotic Confessions
Erotic Confessions, deutscher Titel Intime Bekenntnisse, ist eine französisch-amerikanische Cinemax-Anthologie-Serie. Die Folgen wurden zwischen 1994 und 1999 produziert. Sie ist die erste Serie aus der Cinemax-Reihe Max After Dark.

## Handlung
In jeder Folge wird von Jacqueline Stone ein Brief vorgelesen. Dieser stammt von Frauen, die in dem jeweiligen Brief von ihren erotischen Erlebnissen berichten.

## Staffeln
Es wurden insgesamt 55 Folgen aufgeteilt in 5 Staffeln von Erotic Confessions gedreht.

### Staffel 1
Die erste Staffel umfasst 7 Folgen:
| Folge | Titel              | Jahr | Regie                 |
| ----- | ------------------ | ---- | --------------------- |
| 1     | Games People Play  | 1994 | Peter Gathings Bunche |
| 2     | Fringe Benefits    | 1994 | Peter Gathings Bunche |
| 3     | Chalk It Up        | 1994 | Peter Gathings Bunche |
| 4     | Gifts              | 1995 | Peter Gathings Bunche |
| 5     | The Painting       | 1995 | Peter Gathings Bunche |
| 6     | The Business Trip  | 1995 | Peter Gathings Bunche |
| 7     | Friends and Lovers | 1995 | Peter Gathings Bunche |

### Staffel 2
Die zweite Staffel umfasst 9 Folgen:
| Folge | Titel            | Jahr | Regie                 |
| ----- | ---------------- | ---- | --------------------- |
| 1     | Watching Vanessa | 1995 | Peter Gathings Bunche |
| 2     | Coming Clean     | 1995 | Peter Gathings Bunche |
| 3     | Elevation        | 1995 | Peter Gathings Bunche |
| 4     | Lessons          | 1995 | Peter Gathings Bunche |
| 5     | The Address      | 1995 | Peter Gathings Bunche |
| 6     | The Workout      | 1995 | Peter Gathings Bunche |
| 7     | The Driver       | 1995 | Peter Gathings Bunche |
| 8     | Model Situation  | 1995 | Peter Gathings Bunche |
| 9     | Boss’s Orders    | 1995 | Peter Gathings Bunche |

### Staffel 3
Die dritte Staffel umfasst 21 Folgen:
| Folge | Titel                     | Jahr | Regie                 |
| ----- | ------------------------- | ---- | --------------------- |
| 1     | At the Tone               | 1996 | Peter Gathings Bunche |
| 2     | The Bad Boy               | 1996 | Peter Gathings Bunche |
| 3     | Lap Dance                 | 1996 | Peter Gathings Bunche |
| 4     | Madelyn's Laundry         | 1996 | Peter Gathings Bunche |
| 5     | Messy                     | 1996 | Peter Gathings Bunche |
| 6     | Locked Up                 | 1996 | Peter Gathings Bunche |
| 7     | Love Calling              | 1996 | Peter Gathings Bunche |
| 8     | Southern Hospitality      | 1996 | Peter Gathings Bunche |
| 9     | Trapped                   | 1996 | Peter Gathings Bunche |
| 10    | Finders Keepers           | 1996 | Peter Gathings Bunche |
| 12    | Arresting Developments    | 1996 | Peter Gathings Bunche |
| 13    | Opening Lines             | 1996 | Peter Gathings Bunche |
| 14    | Midnight Showing          | 1996 | Peter Gathings Bunche |
| 15    | The Partners: Part 1      | 1996 | Peter Gathings Bunche |
| 16    | The Partners: Part 2      | 1996 | Marcy Ronen           |
| 17    | An Erotic Christmas Carol | 1996 | Peter Gathings Bunche |
| 18    | Off the Menu              | 1996 | Peter Gathings Bunche |
| 19    | Private Dance             | 1996 | Peter Gathings Bunche |
| 20    | Striking Lines            | 1996 | Peter Gathings Bunche |
| 21    | Caught Bi Surprise        | 1996 | Peter Gathings Bunche |
| 22    | Party of Two              | 1996 | Peter Gathings Bunche |
| 1.    |                           |      |                       |

### Staffel 4
Die vierte Staffel umfasst 5 Folgen:
| Folge | Titel                  | Jahr | Regie                 |
| ----- | ---------------------- | ---- | --------------------- |
| 1     | Through an Open Window | 1997 | Peter Gathings Bunche |
| 2     | The Hat Check Boy      | 1997 | Peter Gathings Bunche |
| 3     | Judy and the Beast     | 1997 | Peter Gathings Bunche |
| 4     | Behind the Lens        | 1997 | Peter Gathings Bunche |
| 5     | Virtual Vixen          | 1997 | Peter Gathings Bunche |

### Staffel 5
Die fünfte Staffel umfasst 13 Folgen:
| Folge | Titel                 | Jahr | Regie                 |
| ----- | --------------------- | ---- | --------------------- |
| 1     | A Model Affair        | 1998 | Marcy Ronen           |
| 2     | The Tutor             | 1998 | Marcy Ronen           |
| 3     | Fashion Affair        | 1998 | Marcy Ronen           |
| 4     | Two in the Hand       | 1998 | Marcy Ronen           |
| 5     | Picture This          | 1998 | Marcy Ronen           |
| 6     | Cherry Hill Revisited | 1998 | Marcy Ronen           |
| 7     | Lady Luck             | 1998 | Marcy Ronen           |
| 8     | The Conductor         | 1998 | Marcy Ronen           |
| 9     | Masquerade            | 1998 | Marcy Ronen           |
| 10    | The Wedding Parties   | 1998 | Marcy Ronen           |
| 11    | Savannah Gardens      | 1998 | Peter Gathings Bunche |
| 12    | Room with a View      | 1998 | Marcy Ronen           |
| 13    | Gone Skiing           | 1999 | Marcy Ronen           |